# KAC de Kenitra
El KAC de Kenitra es un club de fútbol de Marruecos, de la ciudad de Kenitra. Fue fundado en 1938 y juega en la segunda división B de la Liga marroquí de fútbol. 
El club es uno de los más famosos y populares clubes de fútbol en Marruecos, Sus seguidores se hacen conocer con el nombre de "Helala Boys" y utilizan una calavera pirata como logotipo.
Desde 2006, el equipo disputa sus partidos como local en el Estadio de la Mohamadura,

## Uniforme
- Uniforme titular: Camiseta verde, pantalón blanco y medias verdes.
- Uniforme alternativo: Camiseta blanca, pantalón verde y medias blancas.

## Palmarés
- Liga de Marruecos: (4)

1960, 1973, 1981 y 1982
- Copa de Marruecos: (1)

1961
- Copa de la Mohamadura: (4)

2006, 2007, 2009 y 2012
- Champions for África: (1)

2013

## Participación en competiciones de la CAF
| Temporada | Torneo                            | Ronda            | Club       | Casa  | Visita | Global |
| --------- | --------------------------------- | ---------------- | ---------- | ----- | ------ | ------ |
| 1982      | Copa Africana de Clubes Campeones | 1                | RC Kouba   | 1-3   | 1-1    | 2-4    |
| 1983      | Copa Africana de Clubes Campeones | 1                | Benfica    | w.o.1 | w.o.1  | w.o.1  |
| 1983      | Copa Africana de Clubes Campeones | 2                | Hafia FC   | 4-0   | 0-0    | 4-0    |
| 1983      | Copa Africana de Clubes Campeones | Cuartos de final | ASC Diaraf | 1-1   | 1-2    | 2-3    |

1- Benfica abandonó el torneo.